# ゾンネベルガ (小惑星)
ゾンネベルガ (1039 Sonneberga) は、小惑星帯に位置する小惑星である。ドイツの天文学者マックス・ヴォルフが、ハイデルベルクのケーニッヒシュトゥール天文台で発見した。
ゾンネベルク天文台がある、ドイツ・テューリンゲン州のゾンネベルクに因んで名付けられた。